# Nacho (telenovela)
Nacho es una exitosa telenovela venezolana de 1983 producida y transmitida por Venevisión. Es una secuela de la telenovela 1982, Ligia Elena, escrita por César Miguel Rondón. Los actores, Alba Roversi y Guillermo Dávila son los protagonistas.

## Sinopsis
Ignacio Ramón "Nacho" Gamboa es ahora un músico famoso y adorado por el público; pero la lucha por mantener tanta fama y fortuna amenazan su relación con Ligia Elena. La gerente de talento nuevo y promotora de Nacho, Carlota Leonardo, es una mujer calculadora y manipuladora que quiere a Nacho para sí, y para ello hará todo lo que esté a su alcance para separarlo de Ligia Elena.

## Elenco
- Alba Roversi ... Ligia Elena Irazábal
- Guillermo Dávila ... Ignacio Ramón 'Nacho' Gamboa
- Cristina Reyes ... Carlota Leonardo
- Raúl Xiques ... Don Pedro Arteaga
- Yolanda Méndez ... Ángela Irazábal
- Manuel Poblete ... Reportero Arraigada
- Corina Azopardo ... Cecilia Pérez
- Reneé de Pallás ... Doña Esperanza
- Ramón Hinojosa ...  Francisco 'Pancholón' Gamboa
- Maria Conchita Alonso
- Angélica Arenas
- Estelín Betancort
- Martha Carbillo
- Luis Colmenares
- Chela D'Gar
- Zuleima González
- Mauricio González
- Luis Malave
- Carlos Omobono
- Esther Orjuela ... Dolores
- Laura Termini
- Jimmy Verdúm